# Cortegaça (Ovar)
Cortegaça ist eine Gemeinde (Freguesia) im portugiesischen Kreis Ovar. In ihr leben 3746 Einwohner (Stand 19. April 2021).
Cortegaça liegt an der Linha do Norte.